# Anthonomus grandis
Anthonomus grandis és una espècie de coleòpter polífag de la família dels curculiònids. Fa uns 6 mil·límetres de llargada i s'alimenta de les gemmes i les flors del cotoner. Es creu que és originari d'Amèrica Central i que es va desplaçar als Estats Units des de Mèxic a totes les zones on es conrea el cotó dels Estats Unints (Cotton Belt). A partir de finals del segle XX va esdevenir també un greu problema a Amèrica del Sud. Des de 1978 hi ha un programa d'erradicació d'aquest insecte (Boll Weevil Eradication Program) als Estats Units que ha permès tornar a cultivar el cotoner en moltes regions dels Estats Units.

## Cicle vital
Els adults del coleòpter hivernen en zones amb bon drenatge prop dels camps de cotoner, en diapausa. Emergeixen i entren als camps de cotoners des de principi de primavera a mitjans d'estiu i s'alimenten de les càpsules immadures del cotoner (boils). La femella pon uns 200 ous sobre les fulles que emergeixen passats de tres a cinc dies. Després s'esdevé la pupació. El cicle dura unes tres setmanes i hi pot haver 10 generacions per temporada.
Aquests coleòpters comencen a morir amb temperatures per sota del −5 °C però amb l'aïllament que els dona la fullaraca poden sobreviure a temperatures encara més baixes.
Els seus depredadors naturals inclou formigues del foc (fire ants), insectes, aranyes, ocells i vespes paràsites com Catolaccus grandis.

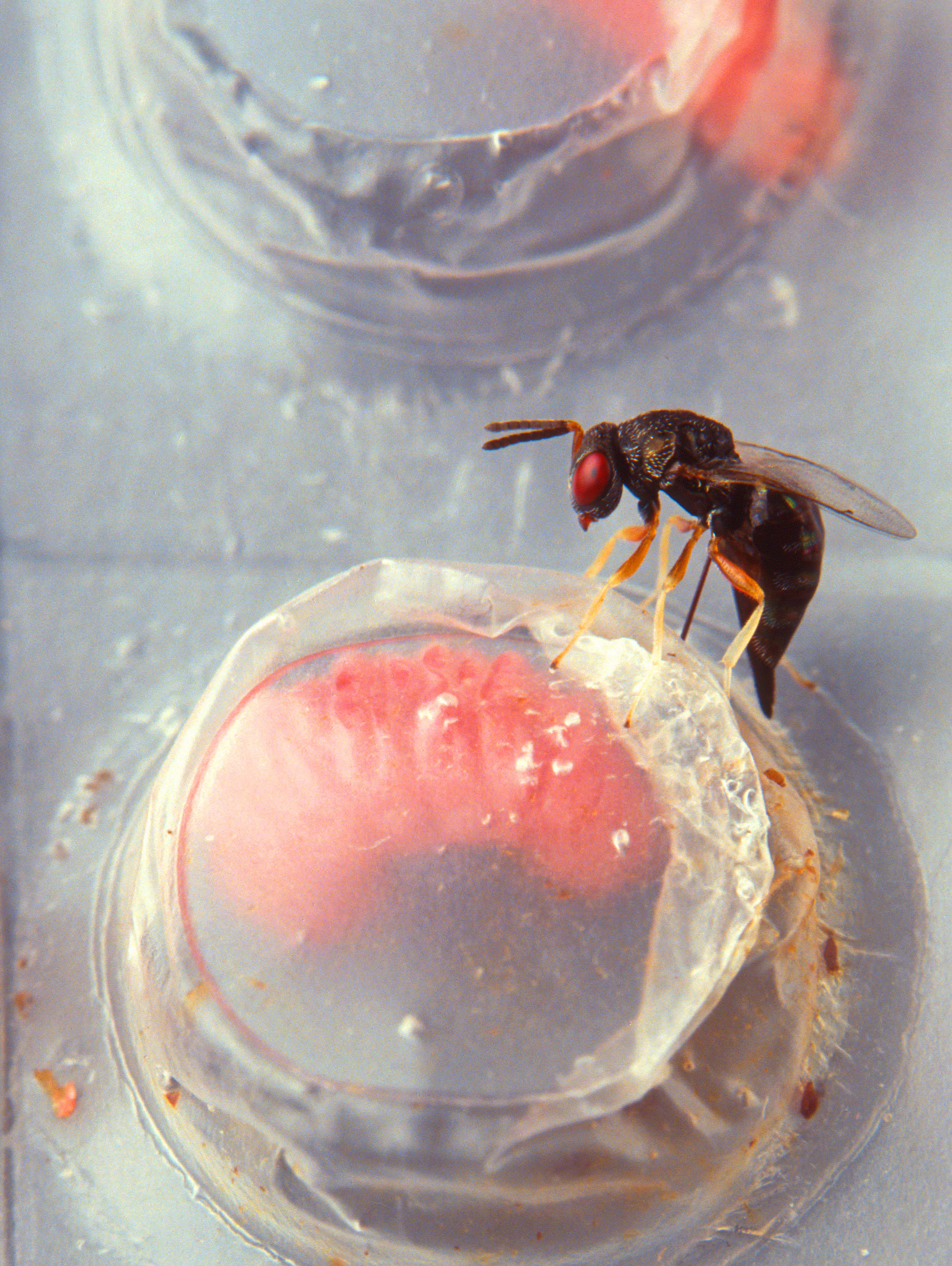
Una femella de Catolaccus grandis atreta per una larva del coleòpter A.grandis.